# Brachymyrmex modestus
Brachymyrmex modestus är en myrart som beskrevs av Santschi 1923. Brachymyrmex modestus ingår i släktet Brachymyrmex och familjen myror. Inga underarter finns listade.